# Udo Müller (Wirtschaftsinformatiker)
Udo Müller (* 1959) ist ein deutscher Wirtschaftsinformatiker.

## Leben
Nach dem Studium von Mathematik und Physik mit anschließender Promotion auf dem Gebiet der Differentialgeometrie war er 1990 bis 1995 bei Daimler-Benz in der CAD-Entwicklung tätig. 1994 bis 1999 gehörte er dem DIN-Arbeitskreis zur Normierung der Programmiersprache C++ an. Seit 1998 ist er Professor für Wirtschaftsinformatik an der Hochschule Karlsruhe.

## Werke
- Lokale und globale Eigenschaften von Kurvenkongruenzen im dreidimensionalen euklidischen Raum, Diss. TH Darmstadt 1990
- Java – das Lehrbuch, 2004 (ISBN 3-8266-1333-3)
- Perl. Grundlagen, fortgeschrittene Techniken und Übungen, 2008 (ISBN 978-3-8266-1776-8)